# Mont Charvin (chaîne des Aravis)
Pour les articles homonymes, voir Charvin.
Ne doit pas être confondu avec Mont Charvet (chaîne des Aravis).
Le mont Charvin, culminant à 2 409 m, est l'un des sommets de la chaîne des Aravis, à la limite des départements de la Savoie et de la Haute-Savoie, en France. Il constitue un excellent belvédère vu son isolement et sa proximité géographique avec le massif du Mont-Blanc.

## Toponymie

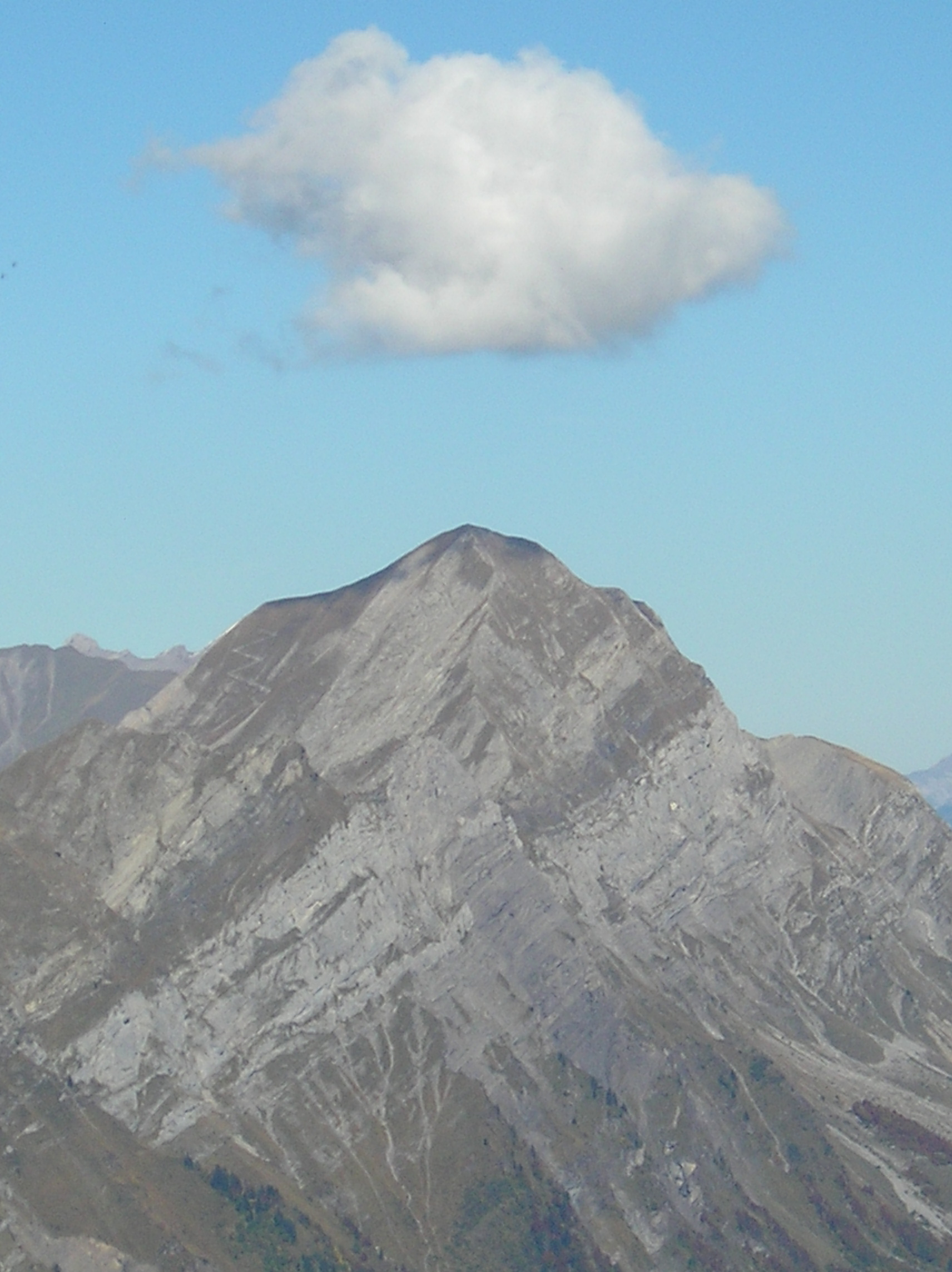
Nuage orographique au-dessus du mont Charvin, vu du sommet de la dent de Cons au sud-ouest.

La vie d'Alexandre Charvin, précurseur des géographes modernes, géographe alpin, membre émérite de l'Académie florimontane, aurait pu justifier que cette montagne porte son nom, mais cette nomination est bien antérieure à la célébrité du géographe. Cependant, pour certains, cet usage serait antérieur à la renommée du géographe. L'idée a pu jaillir un temps parce qu'avant d'être rétablie dans son nom d'origine, à l'époque révolutionnaire, cette montagne fut appelée le Grand Carre. Alors, tiendrait-elle son nom de celui de la famille qui occupait la maison forte du pied de la montagne d'Ugine ou bien ceux qui partirent d'Ugine vers la Confédération suisse et vers Saint Bon Courchevel l'ont-ils pris en ralliement ?
Une hypothèse défendue par Albert Dauzat rattache Charvin à l'élément pré-indo-européen car-, « pierre ». Un renforcement sémantique avec le patois charve, est possible, étant donné l'aspect dénudé et pierreux du sommet. car- est cependant attesté dans le voisinage immédiat, voir par exemple le Chard du Beurre au-dessus du col des Saisies, le Roc de Chère qui domine le lac d'Annecy (renforcement similaire à Nant de Dranse dans la cuvette d'Émosson) et peut-être également Lachat.
Les oronymes celtes ont souvent un sens religieux. Si le nom Charvin a une origine celte, elle est peut être liée au mot gaulois caruo « cerf ». Il s'agirait dans ce cas d'une référence au dieu celte Cernunnos souvent représenté avec des bois de cerfs.
Quant à l'origine latine parfois mentionnée du nom Charvin, elle n'a jamais été établie scientifiquement. Une origine germano-nordique (Burgondes) et/ou celtique (Allobroges) est une autre hypothèse. Selon ces sources, le nom aurait un rapport avec creuser ; par extension, il aurait été attribué aux tailleurs de pierres et aux bâtisseurs, issus du pied de « la Montagne d'Ugine », qui fut un temps le nom populaire du Mont Charvin. Le chanoine Gros donne, quant à lui, pour origine une variante du nom latin Calvinus.
Les attributions des porteurs du nom, gens d'armes, bâtisseurs, famille vassale, amodiateurs des terres de la seigneurie de Blonay, présents à Neuchâtel, Vevey, à Saint-Bon-Tarentaise, Cruseilles, col de Leschaux, Saint Jorioz, Annecy n'apportent pas de réponse formelle, toutefois, le nom de Charvin est bien mentionné dans les armoriaux suisses et de Turin. Ce sont ces dernières mentions qui ont permis un rapprochement avec sa mention écrite la plus ancienne, soit en 1096, avec Agnès de Charvin, abbesse de Saint-Pierre (1292-1322).

## Géographie

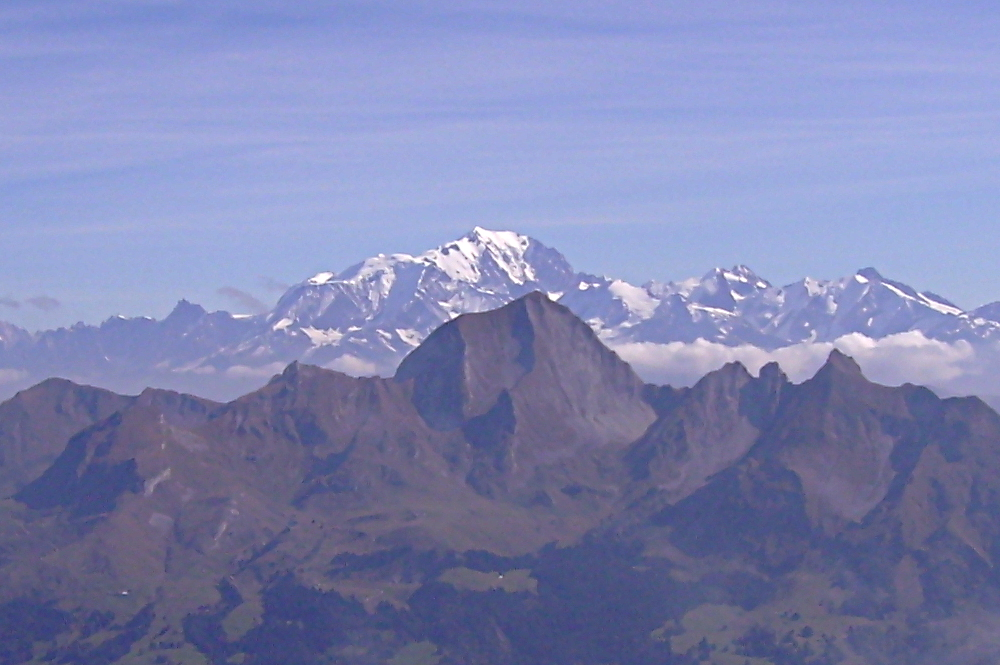
Le Charvin (face ouest) devant le mont Blanc.

Le mont Charvin est situé dans l'axe des vallées creusées par les rivières de l'Arly et de l'Isère. Au sud-est, il domine de plus de 2 000 m la vallée de l'Arly et ses gorges. Au nord, il surplombe la vallée de Manigod. La rivière du Fier, affluent du Rhône, y prend sa source sur les flancs du mont Charvin.
Au nord-est du sommet du mont Charvin, on trouve le petit lac du Mont-Charvin.
Le mont Charvin constitue un massif calcaire plissé faisant partie des zones externes alpines. Il est formé de nombreux dépôts datant du Crétacé érigés en falaises.

## Ascension
Il est possible d'arriver au Charvin par chacune des trois arêtes qu'il comprend :
- l'arête nord-ouest, depuis la face ouest, au départ du Haut de Marlens. L'itinéraire passe par le refuge des Fontanettes. C'est le plus courant et le plus rapide. Il est également fréquenté l'hiver, en ski de randonnée. L'ascension est raide dans la combe du Charvin et demande un effort assez soutenu dans la mesure où l'itinéraire cumule environ 750 m de dénivelé positif sur 2,40 km[8] ;
- l'arête est[9]. Cet itinéraire est plus aérien, mais est équipé de câbles (« mains courantes »). Cette arête est elle-même accessible depuis (au choix) :
  - le lac du Charvin (depuis le Haut de Marlens également, en passant par le col des Porthets ou bien depuis la commune de Manigod, en passant par l'Aulp de Fier d'en haut),
  - la via ferrata du Pas de l'Ours (départ depuis la route des montagnes d'Ugine, lieu-dit les Grandes Morunes) ;
- l'arête sud-ouest, par la via ferrata du Golet de la Trouye : départ depuis la Route des Montagnes d'Ugine, lieu-dit les Bassins, sous le col de l'Arpettaz.

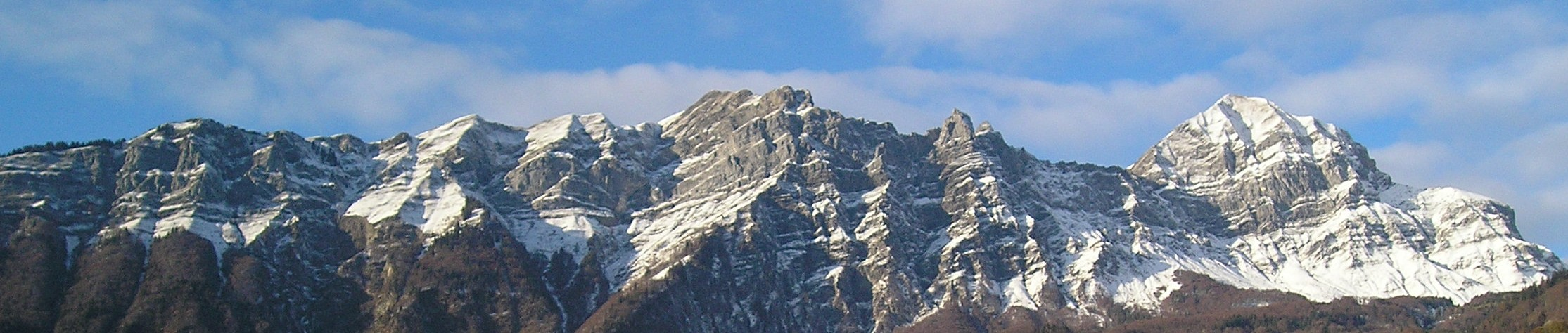
Série de falaises terminées à l'est par le mont Charvin, vue depuis Ugine.

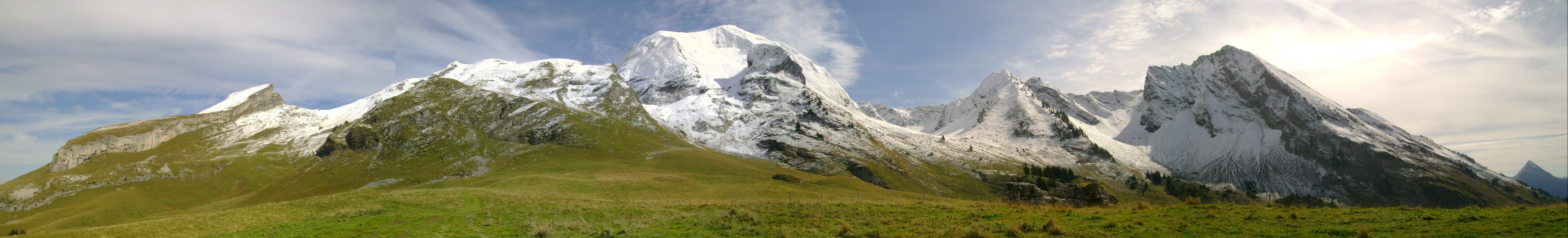
Au pied du mont Charvin, depuis le Haut de Marlens. À sa gauche : la Tulle et son col. À sa droite : le cirque du Cul d'Ugine et la « combe à l'avion ».

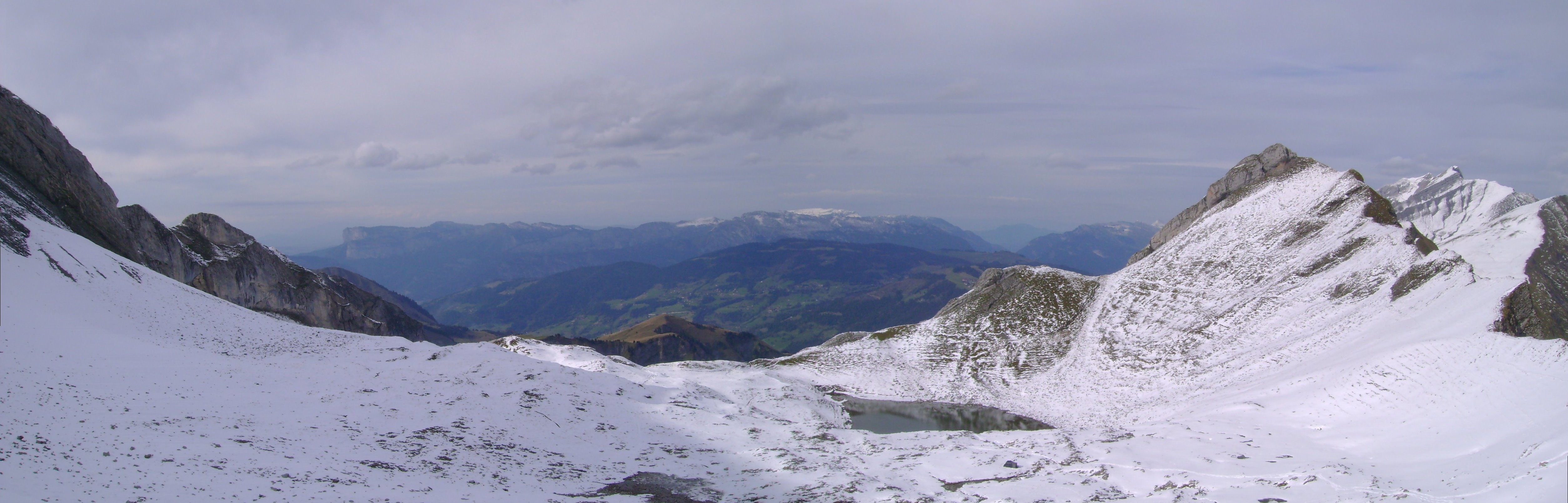
Le lac du Charvin, avec derrière le col descendant sur Manigod.

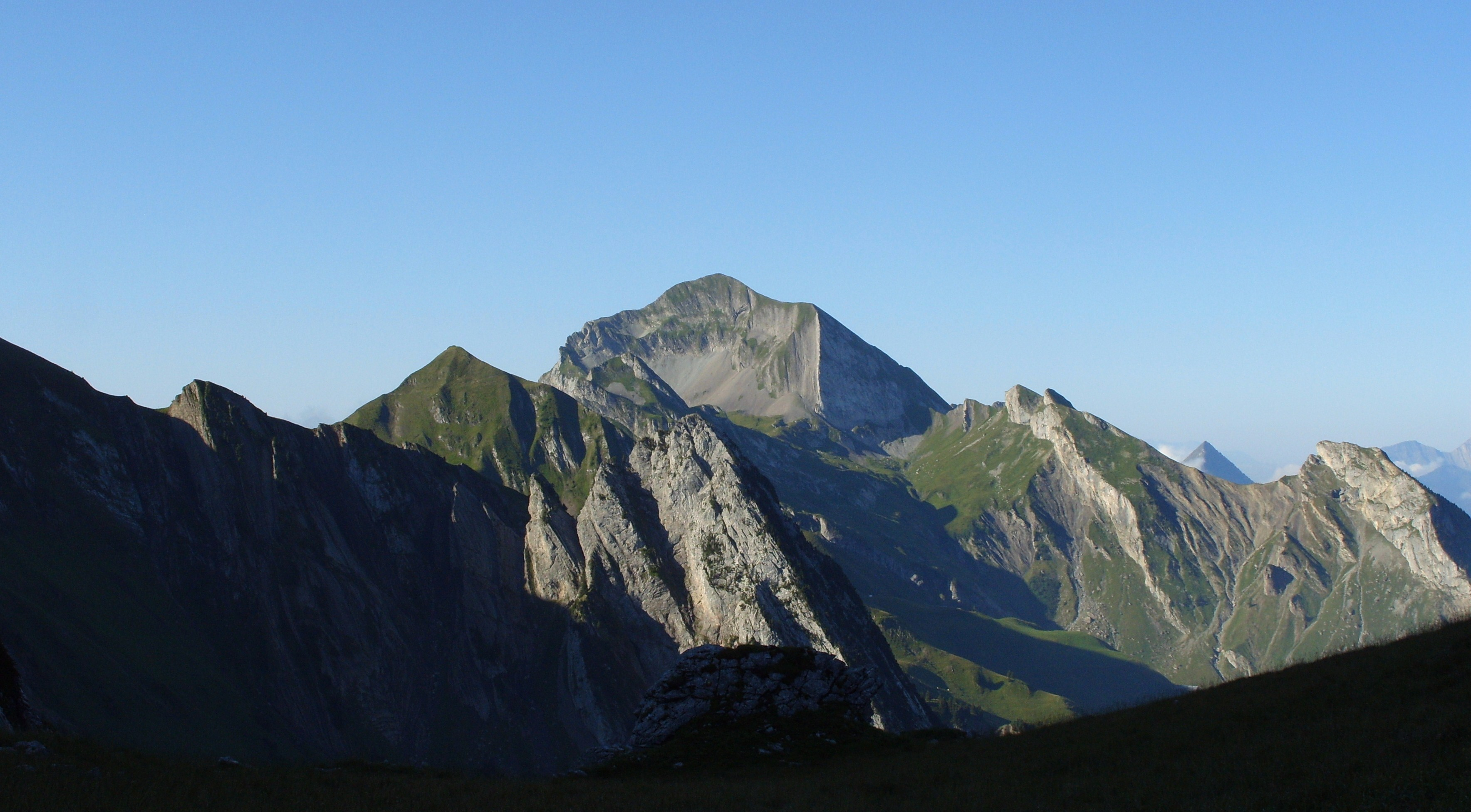
Le mont Charvin (arrière-plan) vu depuis le col du Passet (2032 m).